# Guidant
Компания Guidant Corporation, ранее поглощенная Boston Scientific, в настоящее время поглощенная компанией MAQUET, разработчик и производитель электрокардиостимуляторов, имплантируемых дефибрилляторов, стентов и других медицинских изделий. Основные конкуренты: Medtronic, St. Jude Medical и Johnson & Johnson.

## Слияния и поглощения
Компания прошла через ряд слияний и поглощений.
22 апреля 2006 года компания была поглощена компанией Boston Scientific и была характеризована изданием Fortune второй самой худшей сделкой за всю историю с учётом суммы, уплаченной за Guidant. 27 июля 2006 года компания Boston Scientific отчиталась об убытках потере $4.26 млрд за квартал.
В 2008 году компания MAQUET приобрела подразделения по сердечной и сосудистой хирургии, ранее входившими в состав компании Boston Scientific Corp, в том числе и продукцию Guidant.

## Внешние ссылки
- Official site